# Cowichan (fiume)

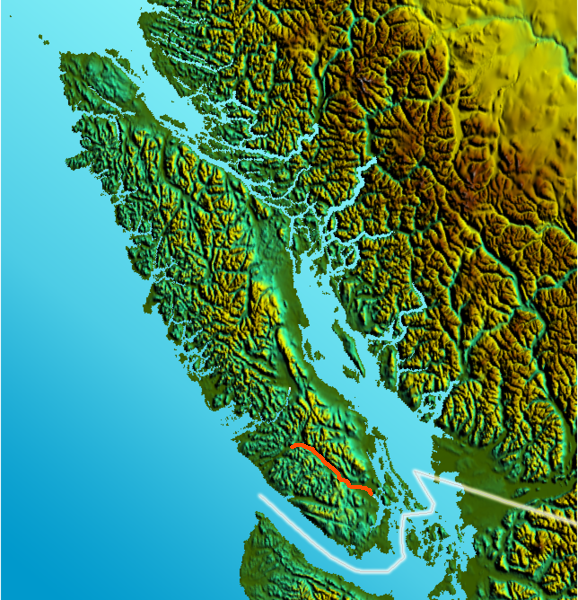
Mappa di localizzazione del fiume Cowichan (Cowichan Lake inclusa)

Il fiume Cowichan, o Cowichan River in inglese, è un fiume di moderate dimensioni in Columbia Britannica, Canada. Ha origine in Cowichan Lake, che scorre verso est verso la sua fine a Cowichan Bay. Il suo bacino idrografico ha un'area di 795 chilometri quadrati (307 miglia quadrate).
Il fiume Cowichan è una meta estiva conosciuta per praticare river tubing (discesa di un fiume in una ciambella monoposto). Galleggiando, il percorso dallo sbarramento a Little Beach dura circa due ore e mezza.
Dopo circa 7 chilometri (4,3 miglia) dall'uscita a Cowichan Lake, il fiume scende per Skutz Falls, una piccola cascata che viene spesso visitata quando i pesci risalgono il dislivello. Sotto la cascata, ci sono aree in cui si può nuotare in estate. A valle, il fiume scorre attraverso Marie Canyon, un popolare percorso per praticare kayaking.
Il fiume è ampiamente considerato uno dei migliori corsi d'acqua per la pesca della trota nella Columbia Britannica. Il fiume Cowichan è il centro di un parco provinciale, il Cowichan River Provincial Park, nella parte meridionale dell'Isola di Vancouver. L'area del parco è abitata da centinaia di specie animali: piccoli e grandi mammiferi, includendo l'ermellino nativo dell'Isola di Vancouver, una specie in pericolo, e più di 200 specie di uccelli.
Il fiume Cowichan River fu candidato come un Canadian Heritage River nel 1999 e dichiarato tale nel 2003. Il fiume dà anche il nome al Cowichan Herald Extraordinary per la Canadian Heraldic Authority.
Nel decennio che ha preceduto il 2014, il livello dell'acqua è calato considerevolmente, probabilmente a causa dei cambiamenti climatici, a tal punto che i pesci sono stati trasportati su per il fiume, allora il Distretto regionale di Cowichan Valley ha istituito restrizioni sull'acqua per i residenti. L'acqua del fiume è utilizzata nella cartiera del Catalyst Paper a Crofton.